# Châssis (peinture)
Pour les articles homonymes, voir Châssis.

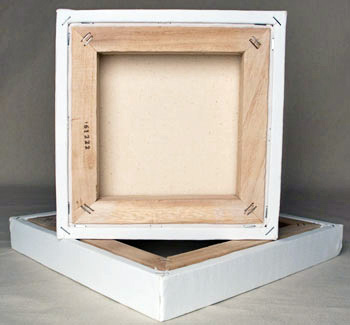
Toile carrée de petit format montée sur châssis.

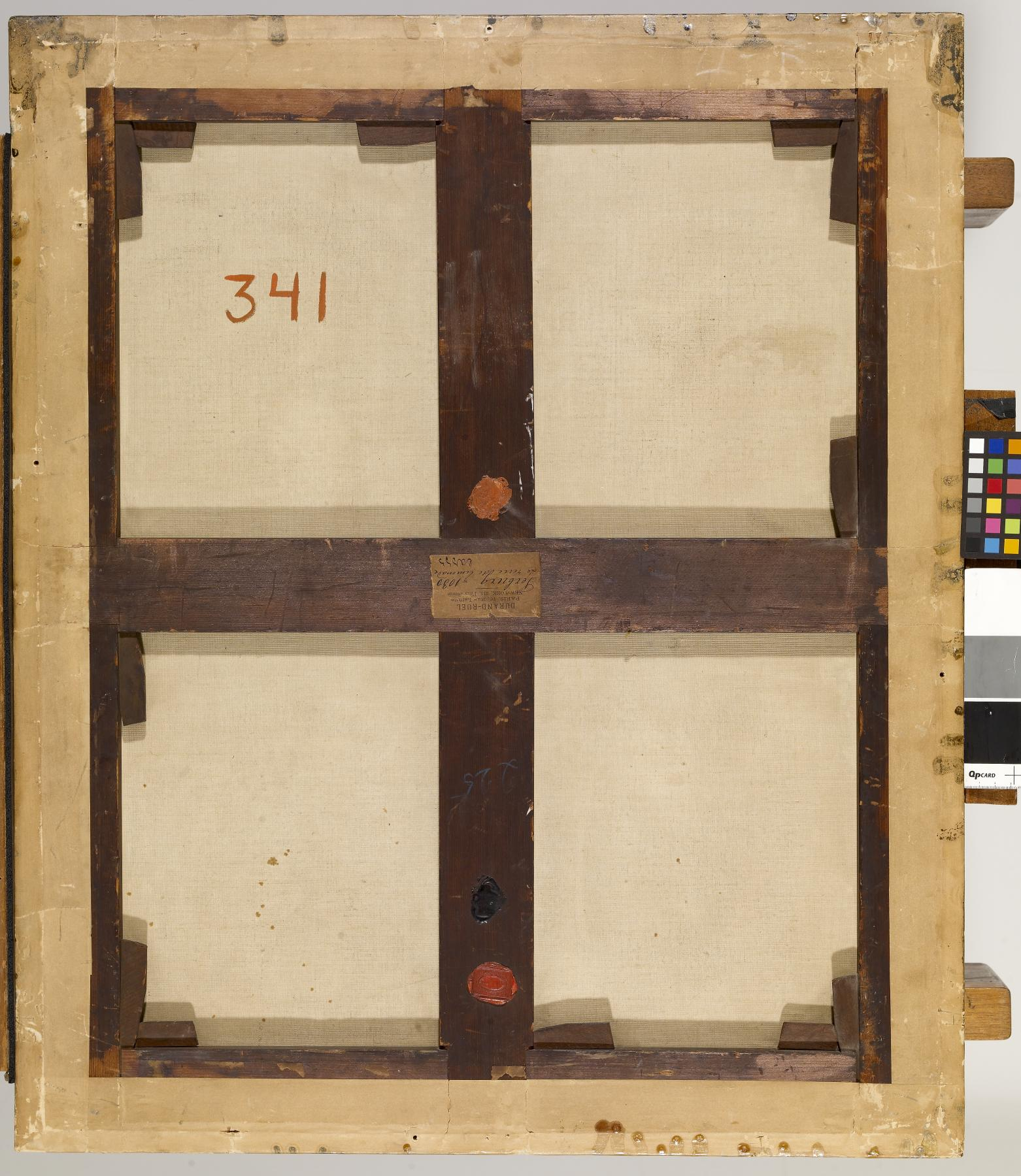
Atelier de Gerard Terborch - Le verre de limonade - Dos. Châssis et encadrement.

Un châssis, généralement en bois et parfois en aluminium, est une armature qui sert à tendre une toile de peinture.
Lorsque la toile est déjà tendue sur le châssis, on parle alors d'un « châssis entoilé ». Pourtant, par métonymie et par raccourci, les termes isolés « châssis » ou « toile » peuvent autant l'un que l'autre être utilisés pour se référer à un châssis entoilé. Ainsi, par exemple, les phrases « une toile appuyée contre un mur » et « un châssis appuyé contre un mur » peuvent aussi bien l'une que l'autre se référer à un châssis entoilé ayant été peint ou pas. Tout naturellement, la phrase « un châssis appuyé contre un mur » peut aussi se référer à un châssis qui n'est même pas encore entoilé.

## Fabrication
Le châssis est généralement un carré ou un rectangle formés par quatre montants appelés liteaux qui sont assemblés. Il existe deux types de châssis, le châssis français qui présente une coupe à angle de 45°, il est assemblé d’onglet ou le châssis espagnol assemblé à tenons et mortaises avec un angle de 90°. Dans les grands formats, on ajoute des traverses de manière à en assurer la rigidité et la stabilité de l’œuvre. Jusqu’à la seconde moitié du dix-huitième siècle, les châssis étaient fixes, non réglables, ils ne permettaient donc aucun ajustement, ce qui pose un problème quant à la conservation non seulement de la toile mais aussi de la couche picturale. À partir de la seconde moitié du dix-huitième siècle sont apparus les châssis dits « réglables », « mobiles » ou « à clés ». Ils ne sont ni collés ni cloués, afin de permettre un ajustement par des clés de tension enfoncées dans les angles des assemblages, aujourd’hui il existe divers autres mécanismes (châssis à vis, écrous, ressorts). L’épaisseur des éléments du châssis est fonction de la dimension totale et de la résistance de l’ensemble. Cette épaisseur reçoit les clous (semences), tourillons ou agrafes qui maintiennent la toile. Les liteaux sont souvent arrondis sur leur face extérieure afin que la toile ne subisse pas de contraintes à l’angle de contact. Les châssis sont également souvent biseautés vers l’intérieur, côté toile : le châssis est dit « chanfreiné ». Le chanfrein évite que le châssis n’entre en contact avec la toile, ce qui pourrait provoquer des traces visibles lorsque le pinceau s’y appuie et plus encore, avec le temps, laisser des traces d’usure sur la couche picturale et en altérer la lisibilité. Ces traces sont par leur nature irréversibles. 

## Utilisation
La toile sur châssis est considérée comme le meilleur support pour la peinture : c’est un support léger, facilement transportable et malgré sa relative fragilité, facile à réparer en cas de détérioration. La plupart des artistes peintres peignent directement sur la toile tendue sur son châssis. Certains préfèrent peindre sur la toile mise à plat sur un support plein, puis la tendre à la fin de l’exécution de l’œuvre. Des mouvements de peinture contemporains, comme Supports/Surfaces ont remis en cause le principe même de la toile sur châssis, préférant peindre sur des toiles non tendues, comme des bâches ou des supports divers.
Lorsque la toile est tendue sur le châssis, on parle de « toile montée sur châssis » ou de « châssis entoilé ». Sauf rares exceptions, la toile reçoit un enduit à base de colle et de pigments blancs ou colorés, afin d’offrir une surface propre à recevoir la peinture en fonction de la technique employée et de l’effet recherché. Les toiles employées sont le lin, le coton, le chanvre ou des textiles synthétiques
La bonne tension de la toile sur le châssis peut résulter de plusieurs actions :
- la tension manuelle de la toile brute ou déjà préparée, en utilisant au besoin une pince à tendre, et le clouage ou l’agrafage.
- la tension due à l’application de l’enduit, selon différentes formules : la toile détrempée par l’humidité de la préparation commence à se détendre, puis elle se tend à mesure que la préparation sèche et la colle contenue dans l’enduit assure la rigidité et le maintien des fibres textiles entre elles. Il peut arriver qu’une préparation trop vigoureuse ou trop chargée en colle entraîne un voilage de l’ensemble châssis-toile.
- la tension automatique de la toile réalisée par certains châssis spéciaux.
- enfin, les clés du châssis assurent une tension complémentaire. Les clés, petits triangles en bois, sont enfoncés à l’aide d’un marteau dans les différents angles du châssis (aux angles de la toile et des traverses). Les châssis modernes à vis, à écrous ou à ressorts évitent les chocs et les vibrations induites par les coups de marteau, c’est la raison pour laquelle ils sont utilisés dans le cadre de restaurations de toiles anciennes par nature fragiles. Les clés n’apparaissant  qu’au dix-huitième siècle, le châssis peut faire partie des indices permettant de dater un tableau.

Si elle est suffisamment et correctement tendue, la toile doit évoquer le son d'un tambour lorsque l'on frappe dessus.

## Formats

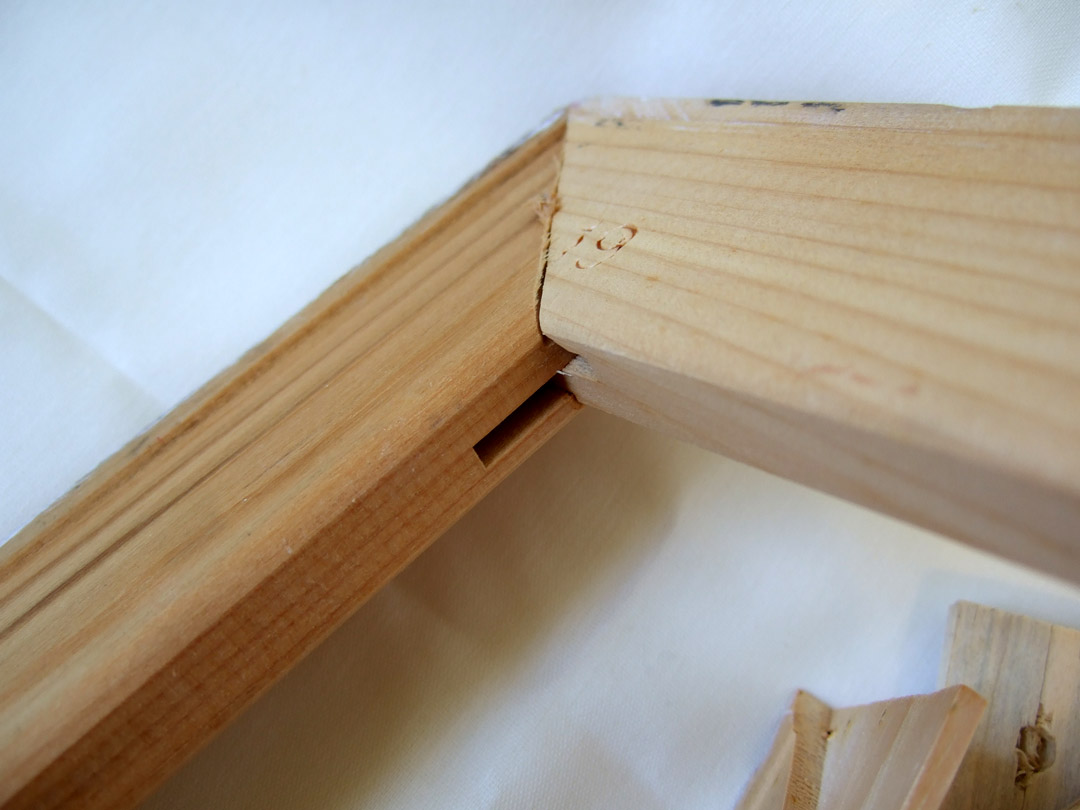
On peut observer dans les angles, les encoches dans lesquelles seront enfoncées les clés permettant la bonne tension de la toile.

Traditionnellement en peinture occidentale, la peinture sur toile, quel que soit le médium, est tendue et clouée, avec des « semences » (clous utilisés en tapisserie), sur un châssis de bois de manière à être rigide. L'ensemble (le tableau) est ensuite entouré par un cadre décoratif plus ou moins ornementé. Ce cadre est au même format que le châssis qui porte la toile.
De nos jours, les semences sont souvent remplacées par des agrafes, enfoncées à l’aide d’une agrafeuse-cloueuse : c’est souvent le cas des toiles préparées industriellement. L’usage de semences ou d’agrafes n’est donc pas un signe que la toile a été préparée par l’artiste lui-même, ce qui constituerait un plus selon certains collectionneurs.
Les clefs servent à améliorer la tension déjà donnée à la toile lorsqu'elle est accrochée à la pince à tendre les toiles. Elles ont également la faculté d'être ajustées lorsque le bois du châssis se déforme en fonction des variations de température et d'humidité de l'endroit où la toile est située.
En règle générale, le portrait s'exécute sur un tableau vertical dit « Figure » ou F, les paysages sur un format horizontal (les batailles par exemple) dit « Paysage » ou P, et les marines sur un format horizontal, panoramique, dit « Marine » ou M. À chaque dimension correspond un numéro de 0 à 120 dit point. On parlera donc d'une toile de 6 F ou 10 P ou 25 M… sans avoir à en donner la dimension métrique aussi bien chez le marchand de couleurs, la galerie ou l'encadreur. Le point étant parfois imprimé sur le dos du châssis, on le retrouve parfois de nos jours sur une étiquette cartonnée lorsque le châssis pré-entoilé est conservé et vendu sous cellophane
Les formats des châssis et toiles en France sont calculés pour le format P (paysage) pour les formats F (figure) et M (marine). F étant approximativement la superposition de deux formats. Mais ces rapports sont approximatifs, ils varient selon les dimensions finales (les dimensions standard des montants peuvent s’appliquer indifféremment aux largeurs et aux hauteurs des châssis).

### Formats standard français

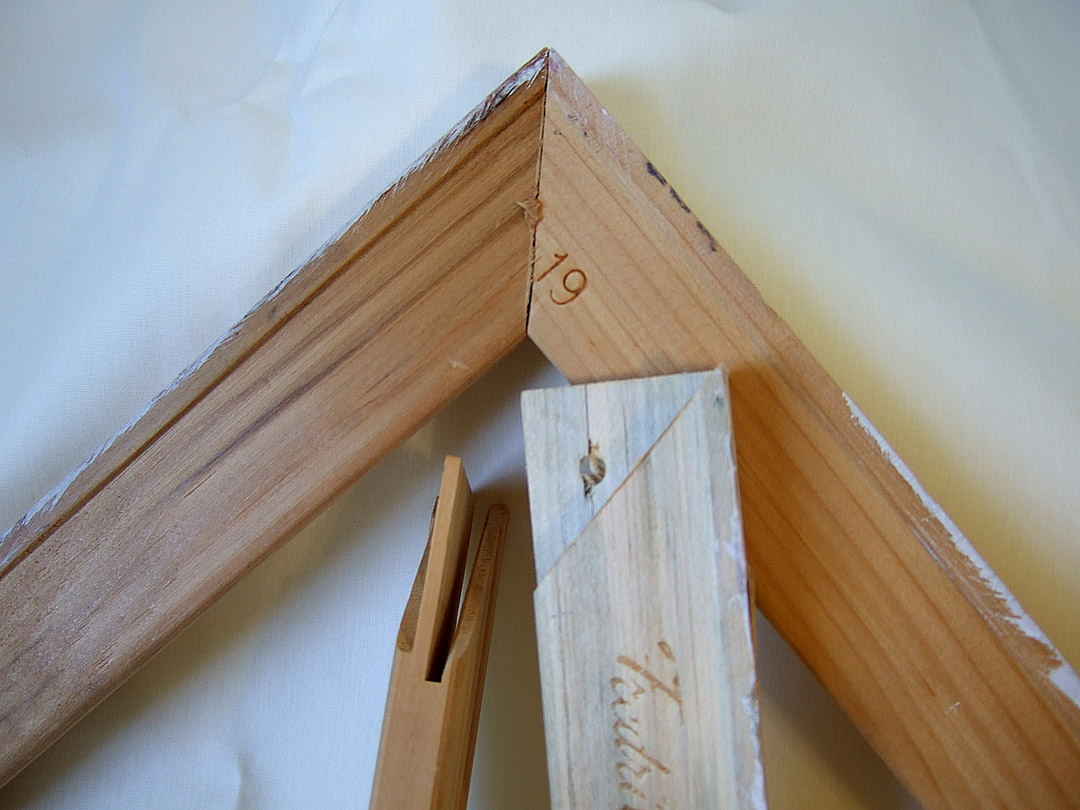
Éléments de châssis en bois.

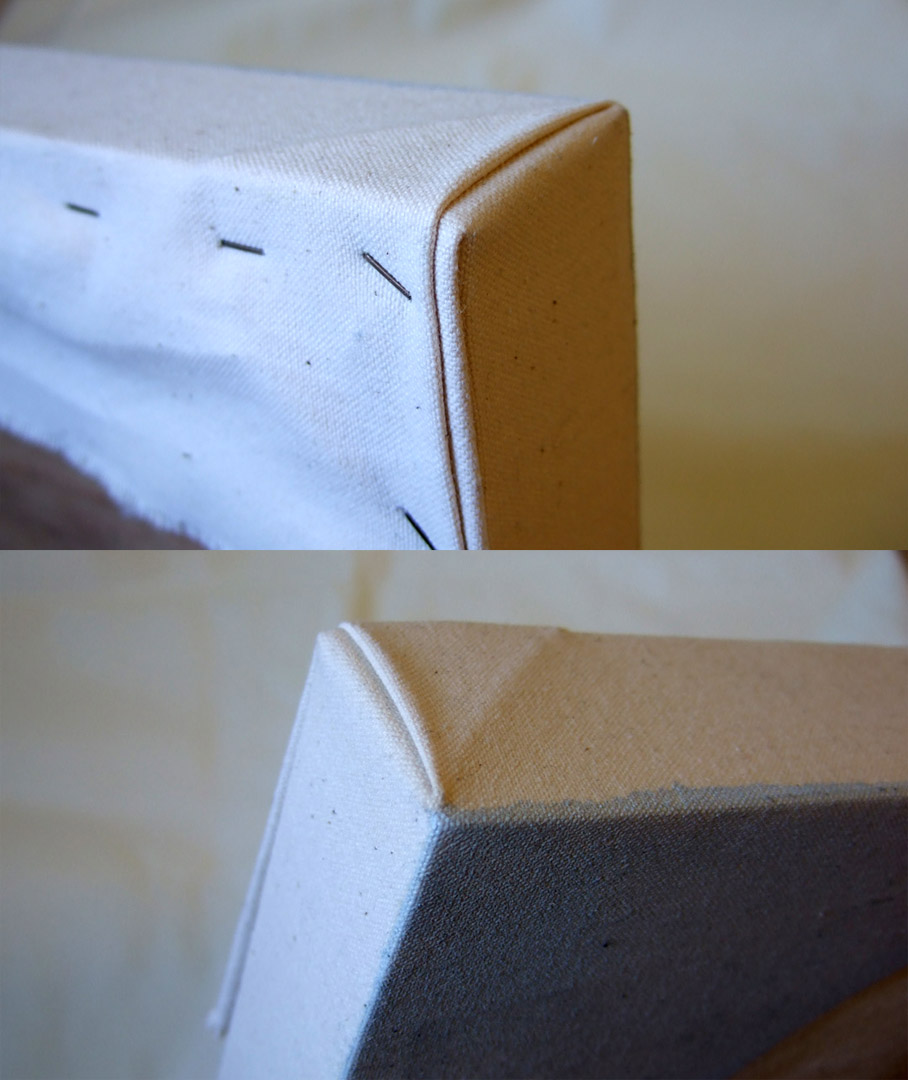
Détails du pliage d'une toile sur le coin d'un châssis.

Superposition des trois formats.

En peinture, lors de la définition du format, on donne toujours le plus grand côté en premier.
| No  | Figure (cm) | Paysage (cm) | Marine (cm) |
| --- | ----------- | ------------ | ----------- |
| 0   | 18 × 14     | 18 × 12      | 18 × 10     |
| 1   | 22 × 16     | 22 × 14      | 22 × 12     |
| 2   | 24 × 19     | 24 × 16      | 24 × 14     |
| 3   | 27 × 22     | 27 × 19      | 27 × 16     |
| 4   | 33 × 24     | 33 × 22      | 33 × 19     |
| 5   | 35 × 27     | 35 × 24      | 35 × 22     |
| 6   | 41 × 33     | 41 × 27      | 41 × 24     |
| 8   | 46 × 38     | 46 × 33      | 46 × 27     |
| 10  | 55 × 46     | 55 × 38      | 55 × 33     |
| 12  | 61 × 50     | 61 × 46      | 61 × 38     |
| 15  | 65 × 54     | 65 × 50      | 65 × 46     |
| 20  | 73 × 60     | 73 × 54      | 73 × 50     |
| 25  | 81 × 65     | 81 × 60      | 81 × 54     |
| 30  | 92 × 73     | 92 × 65      | 92 × 60     |
| 40  | 100 × 81    | 100 × 73     | 100 × 65    |
| 50  | 116 × 89    | 116 × 81     | 116 × 73    |
| 60  | 130 × 97    | 130 × 89     | 130 × 81    |
| 80  | 146 × 114   | 146 × 97     | 146 × 89    |
| 100 | 162 × 130   | 162 × 114    | 162 × 97    |
| 120 | 195 × 130   | 195 × 114    | 195 × 97    |

Ainsi, un châssis 20P aura un format de 73 × 54 cm (20P signifie « 20 points en format Paysage »).
Pour le châssis rond ou ovale, appelé aussi Tondo, c'est le rayon qui sert de mesure. On le compare alors au point du format F.

### Formats métriques (en centimètres)
On trouve les formats suivant en Belgique, en Allemagne et en Italie :
- 40 × 30
- 50 × 40
- 60 × 40
- 60 × 50
- 70 × 50
- 70 × 55
- 70 × 60
- 80 × 60
- 80 × 65
- 80 × 70
- 90 × 60
- 90 × 70
- 100 × 70
- 100 × 80
- 100 × 90
- 120 × 100
- 150 × 100
- 150 × 120

### Formats américains (en centimètres)
Après la Seconde Guerre mondiale, les peintres américains se sont affranchis des formats européens, privilégiant des châssis et des formats en rapport avec la taille physique du peintre et en particulier l'écartement des bras. 
Les formats dits « américains » sont du type : 200 × 160, 240 × 200, etc.